# 泰山神社

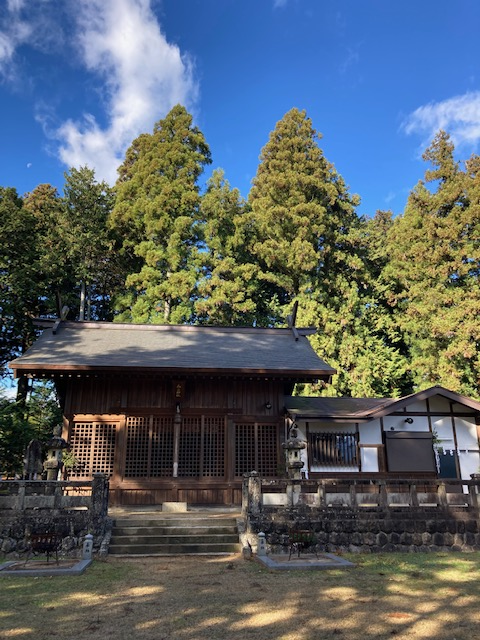
社殿

泰山神社（たいざんじんじゃ）は、長野県下伊那郡高森町にある神社。登記上の表記は「𣳾山神社」。

## 祭神
出典による。
- 誉田別尊
- 日本武尊
- 素戔鳴尊
- 児玉彦命
- 建御名方命

## 歴史
古くは「八幡社」、「大宮」、「大宮三社」と称し、座光寺氏の信仰篤い神社であった。明治以降、山吹村内にあった神社を合併し、現在の姿・名称となった。高森町山吹上地区・山吹中地区・下平地区ゆかりの神社である。

### 沿革
- 寛永年間 - 創立（当社所有の神社明細帳による）[3]。
- 安永元年（1772年）12月 - 大宮三社造営、遷宮[8]。
- 1881年（明治14年） - 児玉社（山吹村山部位置鎮座）を合併し「山吹神社」に改名[2]。
- 1911年（明治44年） - 諏訪神社（田沢部落鎮座）を合併し現社名に改名[2]。
- 2009年（平成21年）4月3日 - 火災により本殿・神楽殿・社務所・伝統芸能保存施設など全焼[9]。
- 2012年（平成24年）6月 - 神社再建[9]。
- 2015年（平成27年）10月5日 - 法人番号：4100005010121指定[5]。

## 境内
出典による。
- 庭園 - 境内前に池のある庭園が整備されている。
- 参道 - 上記庭園脇を通る。1対の石灯籠（万永元年）が建つ。
- 鳥居 - 1901年（明治34年）6月建立。石造の明神鳥居。
- 大社号碑 - 1923年（大正12年）4月10日建立。上記鳥居の向かって右側に建つ。書は神尾光臣による。
- 狛犬 - 上記鳥居の奥側に位置する。1940年（昭和15年）9月、氏子らの奉献により建立。
- 二の鳥居 - 1881年に合併した児玉社より移建。
- 石灯籠 - 二の鳥居左右にある（年代不明）。宮立形灯籠としては異形にも4脚の地輪を持つ。
- 金毘羅大権現・秋葉山大権現の石碑 - 本殿向かって左側に建つ。

## 境内社
出典による。かっこ内は祭神。
- 神明社（天照大神）
- 諏訪社（建御名方命）
- 稲荷社（登由宇気神）
- 浅間社（木花咲姫命）
- 山の神社（大山祇命）

## 祭事・年中行事
- 春祭り - はな踊り・おかめ踊り・獅子舞で賑わう[7]。

## 文化財
- 刀 銘「信州住長治造之」 - 当社宝蔵の刀。信濃国の刀工・長治（天正 - 慶長年間）の作。長さ2尺3寸4分。座光寺家から骨董商に渡ったものを氏子惣代斡旋のもと帰還兵から寄付を募り、買い戻して当社に奉納した[11]。

## 交通アクセス
公共交通機関
JR飯田線・下平駅が最寄り。直線距離で701メートル。